# Russell Carter
Russell Demetrius Carter (Francoforte sul Meno, 30 marzo 1985) è un ex cestista statunitense.

## Carriera
Minore di tre fratelli Russell Demetrius Carter, questo il suo nome completo, proviene da una famiglia di sportivi, il padre Russell lo zio George Jamison ed il cugino Sean Redman sono stati dei giocatori di football americano.
Ottima la sua carriera al liceo di Paulsboro dove con 2.287 punti realizzati è il secondo miglior realizzatore di sempre della scuola, nell'ultima stagione ha avuto 30 punti, 11,2 rimbalzi e 3,4 assist di media.
Terminato il liceo si iscrive alla University of Notre Dame dove al primo anno trova poco spazio giocando solamente due minuti di media, nella stagione da sophomore cresce il suo impiego e chiude con 3,5 punti e 1,4 rimbalzi.
Il terzo anno parte in quintetto base 28 volte su 30 partite giocate, va 17 volte in doppia doppia e ottiene una media di 11,5 punti e 5,1 rimbalzi per gara.
Nell'ultima stagione in cui ottiene una media di 17,1 punti 4,9 rimbalzi e 1,8 assist completa la sua crescita diventando una delle migliori guardie della big est conference.
È un giocatore molto atletico, completo sia in fase offensiva che difensiva, possiede un buon tiro dalla lunga distanza ed è anche un discreto rimbalzista.
Alla fine della sua carriera universitaria si è trasferito in Italia, nella Sebastiani Rieti, dove ha iniziato la stagione 2007-08. In serie A ha messo in mostra buone potenzialità, fisicamente molto forte si è fatto valere soprattutto in difesa mentre in attacco il suo rendimento è stato al di sotto delle aspettative e questo insieme ad una scarsa propensione al gioco di squadra ha portato al suo taglio.
Dal 18 gennaio 2008 fino al termine della stagione, ha fatto parte del roster della Dinamo Sassari (Legadue), dove era stato chiamato come rinforzo in seguito all'infortunio di Trent Whiting.